# Kaialoba, Kărdjali
Kaialoba (în bulgară Каялоба) este un sat în comuna Kirkovo, regiunea Kărdjali,  Bulgaria. 

## Demografie
Componența etnică a satului Kaialoba
     Turci (98,09%)
     Nicio identificare (1,9%)
     Altele (0%)
La recensământul din 2011, populația satului Kaialoba era de 210 locuitori. Din punct de vedere etnic, majoritatea locuitorilor (98,09%) erau turci. Pentru 1,9% din locuitori nu este cunoscută apartenența etnică.